# 60 mètres haies féminin aux championnats du monde d'athlétisme en salle 2014
Navigation
2012 2016
Le 60 mètres haies féminin des Championnats du monde en salle 2014 s'est déroulé les 7 et 8 mars 2014 à l'Ergo Arena de Sopot, en Pologne.

## Résultats

### Finale
| Rang               | Athlète              | Nationalité | Temps  | Notes |
| ------------------ | -------------------- | ----------- | ------ | ----- |
| Médaille d'or      | Nia Ali              | États-Unis  | 7 s 80 | PB    |
| Médaille d'argent  | Sally Pearson        | Australie   | 7 s 85 |       |
| Médaille de bronze | Tiffany Porter       | Royaume-Uni | 7 s 86 | SB    |
| 4                  | Cindy Billaud        | France      | 7 s 89 |       |
| 5                  | Janay DeLoach Soukup | États-Unis  | 7 s 90 |       |
| 6                  | Cindy Roleder        | Allemagne   | 8 s 01 |       |
| 7                  | Nadine Hildebrand    | Allemagne   | 8 s 02 |       |
| 8                  | Yuliya Kondakova     | Russie      | 8 s 08 |       |

## Légende
Records et Performances
- AR : Record continental (area record)
- CR : Record des championnats (championship record)
- MR : Record du meeting (meet record)
- NR : Record national (national record)
- OR : Record olympique (olympic record)
- PR : Record paralympique (paralympic record)
- PB : Record personnel (personal best)
- SB : Meilleure performance personnelle de la saison (season's best)
- WL : Meilleure performance mondiale de l'année (world leader)
- WJR : Record du monde junior (world junior record)
- WR : Record du monde (world record)

Circonstances et Conditions
- DNF : N'a pas terminé (did not finish)
- DNS : N'a pas pris le départ (did not start)
- DQ : Disqualification (disqualification)
- NM : Aucun essai valable enregistré (No Mark)
- Q : Qualifié « directement » au prochain tour (ou à la prochaine compétition), lors d'une compétition majeure, grâce au classement ou à la réalisation des minima (automatic qualifier)
- q : Qualifié au prochain tour (ou à la prochaine compétition), lors d'une compétition majeure, grâce au repêchage ou à la réalisation de l'une des meilleures performances parmi celles des « non qualifiés directement » (grâce au meilleur temps ou à la meilleure distance par exemple) (secondary qualifier)